# Białęcino
Białęcino [bjawɛnˈt͡ɕinɔ] (trước đây là Balenthin của Đức) là một ngôi làng thuộc quận hành chính của Gmina Malechowo, thuộc hạt Sławno, West Pomeranian Voivodeship, ở phía tây bắc Ba Lan. Nó nằm khoảng 11 kilômét (7 mi)   phía đông nam Malechowo, 13 km (8 mi) phía nam Sławno và 165 km (103 mi) về phía đông bắc của thủ đô khu vực Szczecin.
Trước năm 1945, khu vực này là một phần của Đức. Đối với lịch sử của khu vực, xem Lịch sử của Pomerania.